# Jovan Karamata

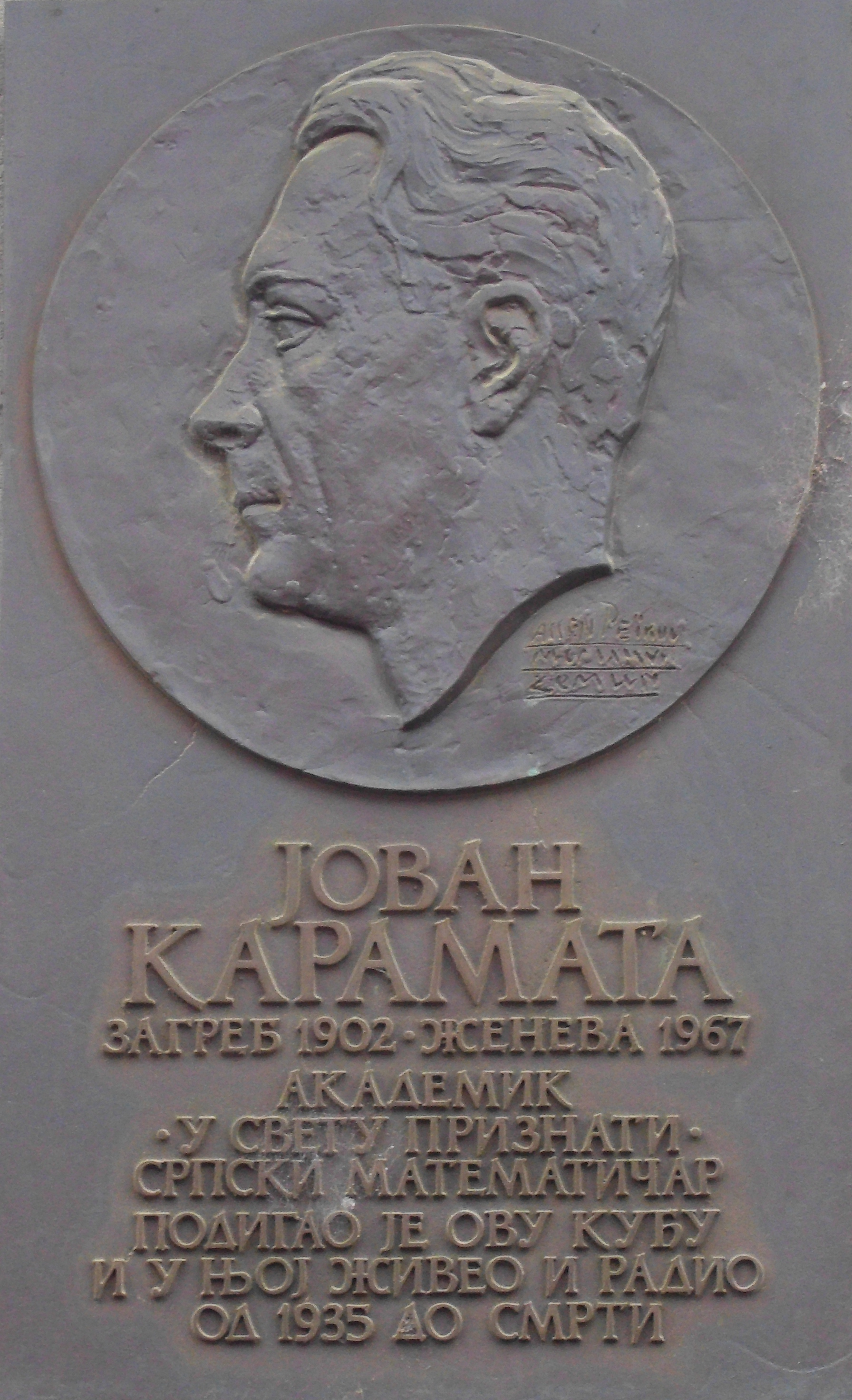
Gedenkstafel von Jovan Karamata in Zemun

Jovan Karamata (serbisch-kyrillisch Јован Карамата; * 1. Februar 1902 in Zagreb; † 14. August 1967 in Genf) war ein jugoslawischer Mathematiker, der Beiträge zur Analysis, besonders zur Theorie langsam variierender Funktionen, leistete.

## Leben
Karamata wuchs zunächst in Zemun auf. Mit Ausbruch des Ersten Weltkriegs 1914 schickte sein Vater ihn und seine Geschwister in die Schweiz, wo er in Lausanne ein mathematisch-naturwissenschaftliches Gymnasium besuchte. Von 1920 bis 1922 studierte er an der technischen Fakultät der Universität Belgrad, wechselte dann zum mathematischen Fachbereich der philosophischen Fakultät und schloss sein Studium 1925 ab. Drei Monate später reichte er seine Doktorarbeit ein, 1926 wurde er bei Mihailo Petrović promoviert (O jednoj vrsti granica sličnih određenim integralima). Die Jahre 1927 und 1928 verbrachte er mit einem Rockefeller-Stipendium in Paris, danach wurde er Assistent für Mathematik an der Belgrader Universität. 1930 wurde er dort Lehrbeauftragter, 1937 außerordentlicher Professor und 1950 ordentlicher Professor, 1951 wurde er an die Universität Genf berufen, wo er bis zu seinem Tod blieb. Seit 1948 war er Mitglied der Serbischen Akademie der Wissenschaften und Künste.
1930 zeigte Karamata, dass eine positive stetige Funktion {\displaystyle L} auf den positiven reellen Zahlen genau dann langsam variierend ist, also für alle {\displaystyle t>0} die Bedingung
{\displaystyle L(t\,x)/L(x)\to 1}     für     {\displaystyle x\to \infty }
erfüllt, wenn sie für ein {\displaystyle a>0} für {\displaystyle x>a} in der Form
{\displaystyle L(x)=c(x)\exp \int _{a}^{x}\!\varepsilon (t)/t\ dt}     mit     {\displaystyle c(x)\to c>0}     und     {\displaystyle \varepsilon (x)\to 0}     für     {\displaystyle x\to \infty }
geschrieben werden kann.
Zu seinen Doktoranden gehörten Vojislav Avakumović, Slobodan Aljančić, Ranko Bojanic und Ronald Coifman.

## Schriften
- Sur un mode de croissance régulière des fonctions, Mathematica (Cluj) 4, 1930, S. 38–53 (französisch)
- Über die Hardy-Littlewoodschen Umkehrungen des Abelschen Stetigkeitssatzes (12. März 1930), Mathematische Zeitschrift 32, Dezember 1930, S. 319–320
- Sur un mode de croissance régulière. Théorèmes fondamentaux, Bulletin de la Société Mathématique de France 61, 1933, S. 55–62 (französisch)
- Sur les théorèmes inverses des procédés de sommabilité, Hermann, Paris 1937 (französisch)